# 沃坦
沃坦（法語：Vauxtin，法語發音：[votɛ̃]）是法国上法蘭西大區埃纳省的一个市镇，属于苏瓦松区。

## 地理
沃坦（49°21'1"N, 3°36'12"E）面积2.27 平方千米，位于法国上法蘭西大區埃纳省，该省份为法国北部内陆省份，北起北部省，西接索姆省和瓦兹省，东临阿登省和马恩省，西南至塞纳-马恩省，东北部与比利时接壤。
与沃坦接壤的市镇（或旧市镇、城区）包括：韦勒河畔库尔塞勒、迪泽勒、帕尔。

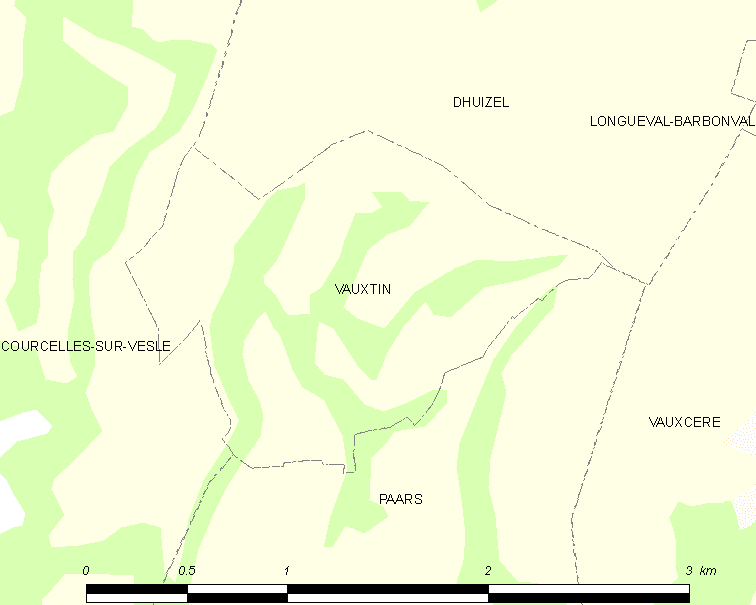
沃坦的OSM定位图

沃坦的时区为UTC+01:00、UTC+02:00（夏令时）。

## 行政
沃坦的邮政编码为02220，INSEE市镇编码为02773。

## 政治
沃坦所属的省级选区为塔德努瓦地区费尔县。

## 人口

1962-2008年间沃坦人口变化图示

沃坦于2022年1月1日时的人口数量为44人。